# エンドレス・フォームズ・モスト・ビューティフル
『エンドレス・フォームズ・モスト・ビューティフル』（Endless Forms Most Beautiful）は、フィンランドのシンフォニックメタル・バンド、ナイトウィッシュが2015年に発表した8作目のスタジオ・アルバム。

## 背景
2013年10月、バンドはオランダ人ボーカリストのフロール・ヤンセンと、イギリス人イリアン・パイプス奏者のトロイ・ドノクリーが正式に加入したことを発表した。そして2014年5月には、バンドの中心人物ツォーマス・ホロパイネンが12曲入りのデモを完成させ、7月よりリハーサルに入ると発表した。しかし、ドラマーのユッカ・ネヴァライネンは健康上の問題により本作のレコーディングに参加できず、ウィンターサン等のメンバーとして知られるカイ・ハフトが代役を務めた。なお、本作リリースに伴うツアーでも引き続きハフトがドラムスを担当し、ネヴァライネンは2016年8月20日に行われたヤムサ公演でバンド復帰を果たした。
アルバム・タイトルは、チャールズ・ダーウィンの著書『種の起源』からの引用である。また、バンドのメイン・ソングライターであるホロパイネンは、それ以外にもカール・セーガン、リチャード・ドーキンス、ブライアン・コックスの著書からも影響を受けたと語っており、「エラン」はウォルト・ホイットマンの詩に触発されて作られた曲である。ホロパイネンは本作の世界観について「コンセプト・アルバムではないけど、自然や自然界の美を扱った歌詞が多い」と説明している。なお、ドーキンスは「シャダー・ビフォー・ザ・ビューティフル」と「ザ・グレイテスト・ショー・オン・アース」のスポークン・ワードでゲスト参加しており、ホロパイネンは「私は長年にわたって、彼の作品や本のファンだった。その上、彼は新アルバムの主要なインスピレーションだった」とコメントしている。

## リリース
本作からの先行シングル「エラン」は、アルバム未収録曲「Sagan」をカップリング曲として収録し、2月13日にリリースされた。しかし、この曲は公式リリースの前週にインターネット上でリークされ、フロール・ヤンセンはこの件について「犯罪行為であり、考え抜かれたキャンペーンを台無しにした」とコメントしている。
通常盤と同時発売された2枚組デラックス・エディション盤のボーナス・ディスクには、本作の全編のインストゥルメンタル・ヴァージョンが収録された。また、更にアルバム全編のうち「マイ・ウォルデン」と「エデマ・ルー」を除く9曲のオーケストラル・ヴァージョンを収録したボーナス・ディスクも含む3枚組のヴァージョンもリリースされている。
2015年5月8日には「エンドレス・フォームズ・モスト・ビューティフル」がシングル・カットされ、「Sagan」の未発表インストゥルメンタル・ヴァージョンがカップリング曲として収録された。

## 反響
バンドの母国フィンランドでは、「エラン」がシングル・チャートで最高3位となり、本作は2015年第14週より3週連続で1位を獲得した後、第20週にも1位に返り咲いて、合計24週にわたりトップ30入りした。
ドイツのアルバム・チャートでは最高2位となり、『ダーク・パッション・プレイ』（2007年）以来となるトップ3入りを果たした。全英アルバムチャートでは12位を記録し、バンド初の全英トップ20入りを果たした。アメリカでは発売初週に1万8千枚以上を売り上げ、総合アルバム・チャートのBillboard 200では34位に達し、『イマジナエラム』（2011年）に続くバンドにとって2作目の全米トップ40アルバムとなった。

## 評価
James Christopher Mongerはオールミュージックにおいて5点満点中4点を付け、フロール・ヤンセンのボーカルに関して「軽快でケルト的なフォークロック"Élan"においても、エンヤを思わせるファンタジー・ポップ"The Eyes of Sharbat Gula"においても、実直なパワー・メタル・アンセム"My Walden"においても、等身大であるだけでなく、ホロパイネンと仲間達が作り上げた思慮深く渦巻く不協和音に取り囲まれても迷いがない」と評している。また、Ray Van Horn, Jr.はBlabbermouth.netのレビューで10点満点中8.5点を付け「美的なバラード"Our Decades in the Sun"において、ヤンセンは最も素晴らしい輝きを放っている」「ナイトウィッシュのファンは、フロール・ヤンセンをアネット・オルゾンやターヤ・トゥルネンと比較して感傷に浸るべきではない」と評している。

## 収録曲
特記なき楽曲は作詞・作曲ともツォーマス・ホロパイネンによる。
1. シャダー・ビフォー・ザ・ビューティフル Shudder Before the Beautiful - 6:29
2. ウィーク・ファンタジー Weak Fantasy (lyrics and music: Marco Hietala, Tuomas Holopainen) - 5:25
3. エラン Élan - 4:47
4. ユアーズ・イズ・アン・エンプティ・ホープ Yours Is an Empty Hope (lyrics: M. Hietala, T. Holopainen / music: T. Holopainen) - 5:39
5. アワ・ディケイズ・イン・ザ・サン Our Decades in the Sun (lyrics: T. Holopainen / music: M. Hietala, T. Holopainen) - 6:38
6. マイ・ウォルデン My Walden (lyrics: T. Holopainen / music: M. Hietala, T. Holopainen) - 4:39
7. エンドレス・フォームズ・モスト・ビューティフル Endless Forms Most Beautiful - 5:08
8. エデマ・ルー Edema Ruh - 5:16
9. アルペングロウ Alpenglow - 4:49
10. ジ・アイズ・オブ・シャーバット・グラ The Eyes of Sharbat Gula (music: T. Holopainen) - 6:04
11. ザ・グレイテスト・ショー・オン・アース The Greatest Show on Earth - 24:01
  - I. フォー・ポイント・シックス "Four Point Six"
  - II. ライフ "Life"
  - III. ザ・トゥールメイカー "The Toolmaker" (lyrics: T. Holopainen / music: M. Hietala, T. Holopainen)
  - IV. ジ・アンダースタンディング "The Understanding"
  - V. シー-ウォーン・ドリフトウッド "Sea-Worn Driftwood"

## 参加ミュージシャン
- フロール・ヤンセン - ボーカル
- ツォーマス・ホロパイネン - キーボード、ピアノ
- エンプ・ヴオリネン - ギター
- マルコ・ヒエタラ - ベース・ギター、アコースティック・ギター、ボーカル
- トロイ・ドノクリー - イリアン・パイプス、ロー・ホイッスル、バウロン、ブズーキ、ボーカル

アディショナル・ミュージシャン
- カイ・ハフト - ドラムス
- リチャード・ドーキンス - スポークン・ワード(on #1, #11)
- Orchestre de Grandeur - オーケストラ
- The Metro Voices - クワイア
- Yung Musicians in London - チルドレンズ・クワイア